# Douglas O-2
El Douglas O-2 fue un avión estadounidense de observación de los años 20 del siglo XX, construido por la Douglas Aircraft Company.

## Desarrollo y diseño
La importante familia de aviones de observación de Douglas se desarrolló a partir de dos prototipos XO-2, el primero de los cuales estaba equipado con un motor en V Liberty V-1650-1 de 313 kW (420 hp) y se probó en vuelo en el otoño de 1924. El segundo XO-2, con un motor en V Packard 1A-1500 de 380 kW (510 hp), se mostró poco fiable. El Ejército de los Estados Unidos ordenó 45 aviones O-2 de producción en 1925, que retenían el fuselaje de tubos acero soldados del XO-2, las alas de madera y el recubrimiento general de tela, pero al mismo tiempo introduciendo paneles de aluminio en el fuselaje delantero. El XO-2 había sido volado con alas de corta y larga envergaduras, dando las últimas mejor manejo y desde entonces siendo las especificadas para los aviones de producción. El tren de aterrizaje fijo con patín de cola incluía una unidad principal de tipo dividido, la superficie horizontal de la cola estaba arriostrada con soportes, y el motor estaba refrigerado por un radiador de túnel.
El O-2 demostró ser un biplano convencional, pero muy fiable, que pronto generó órdenes por 25 aviones más: 18 máquinas O-2A equipadas para vuelo nocturno y seis O-2B con mandos de doble control para el Ejército de los Estados Unidos, más un civil O-2BS modificado especialmente para James McKee, que realizó un notable vuelo a través de Canadá en septiembre de 1926. En 1927, el O-2BS fue adaptado como avión triplaza con un motor radial.
Los O-2H fueron un diseño enteramente nuevo, pero continuaron con el tipo básico del modelo. Las mayores diferencias fueron las alas fuertemente escalonadas, una instalación más compacta del motor, y un tren de aterrizaje limpio, asegurado al fuselaje.

## Variantes

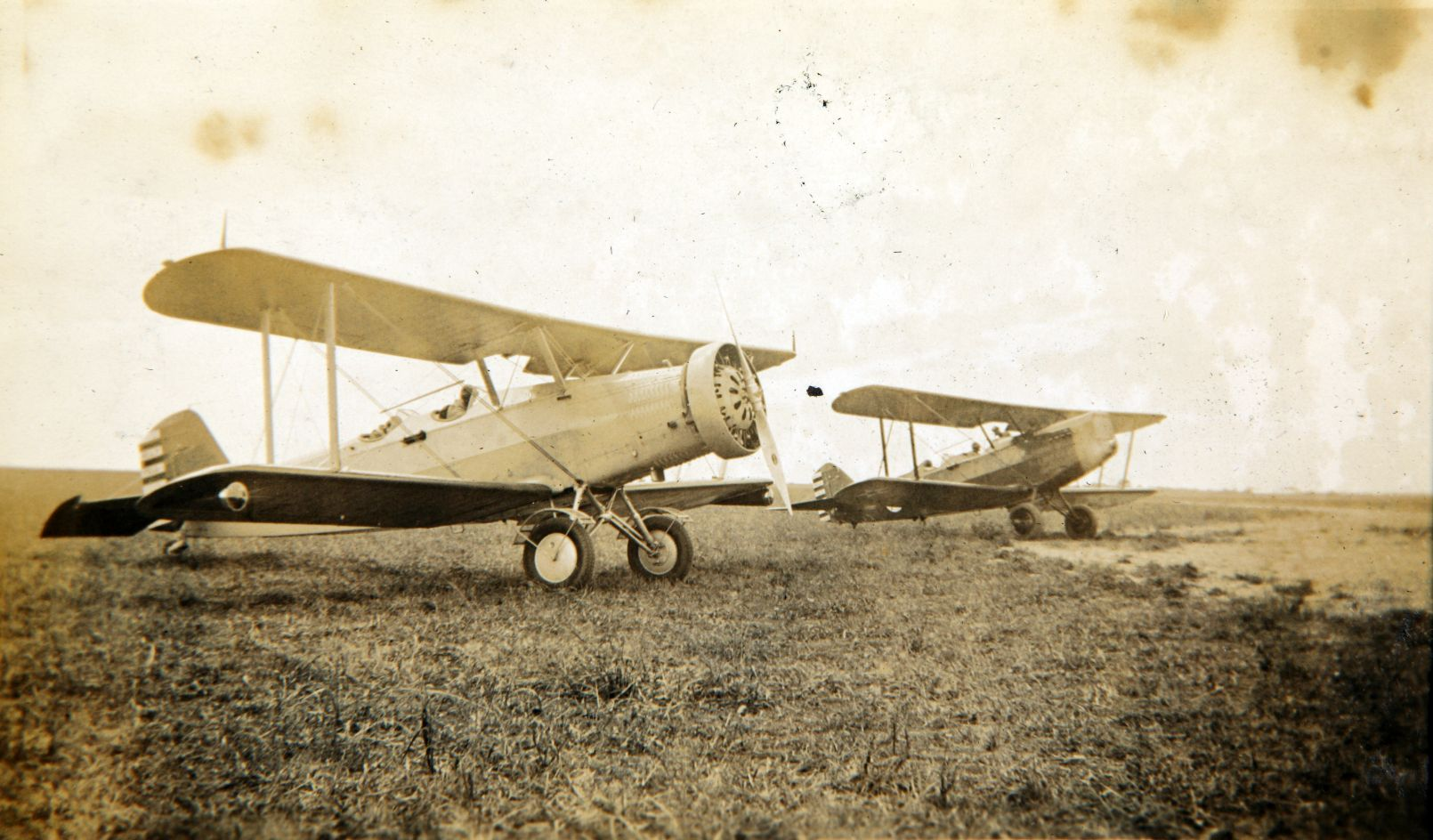
BT-2 (izquierda) y BT-1 en Waco, Texas

XO-2
Dos prototipos de preproducción.
O-2
Modelo de producción inicial. 45 construidos.
O-2A
 O-2 con equipamiento para vuelo nocturno. 18 construidos.
O-2B
Versión de control doble del O-2. Seis construidos.
O-2C
Diferenciados del O-2 por tener radiadores frontales para sus motores Liberty y tren de aterrizaje con suspensión de aceite. El USAAC recepcionó 18 aviones, mientras que los restantes 27 fueron a unidades de la reserva de la Guardia Nacional. 45 construidos y uno convertido desde un O-9 más tarde.
O-2D
Versiones desarmadas de transporte de personal del O-2C. Dos construidos.
O-2E
Un único avión en el que se reemplazó el cable de enlace entre los alerones del ala superior e inferior por puntales rígidos.
O-2H
El fuselaje se rediseñó y fue equipado con una nueva cola, con alas escalonadas de envergaduras desiguales. El O-2H incorporó las interconexiones de alerón de puntal rígido del O-2E. Se estandarizó un tren de aterrizaje mejorado de eje dividido. El USAAC recibió 101 O-2H entre 1928 y 1930, y la Guardia Nacional, 40 más. 141 construidos.
O-2J
Versión desarmada de doble control del O-2H para servicio como transporte de personal del USAAC. Tres construidos.
O-2K
Una versión ligeramente modificada del O-2J para transporte de personal y tareas de enlace del Ejército de los Estados Unidos, 30 construidos para el USAAC y 20 para la Guardia Nacional. 50 construidos.
O-2M
Varias versiones de exportación del O-2 que entraron en servicio con la Fuerza Aérea de la República de China. Estos aviones fueron usados como exploradores-bombarderos por los chinos en la segunda guerra sino-japonesa con un cierto éxito limitado contra objetivos terrestres japoneses. Fue también utilizado por la Fuerza Aérea mexicana con ametralladoras Lewis y Vickers, con resultados muy buenos.
O-2MC
Versión de exportación para China, equipados con un motor radial Hornet. Diez construidos.
O-2MC-2
Versión de exportación para China, con el motor radial Hornet rodeado por un capó anular Townend. 20 construidos.
O-2MC-3
Versión de exportación para China, equipado con un motor radial Hornet repotenciado de 429 kW (575 hp). Cinco construidos.
O-2MC-4
Versión de exportación para China. 12 construidos.
O-2MC-5
Versión de exportación para China, equipado con el menos potente motor Pratt & Whitney Wasp C1 de 313 kW (420 hp). 12 construidos.
O-2MC-6
Versión de exportación para China, equipado con el motor radial Wright R-1820-E de 429 kW (575 hp). 22 construidos.
O-2MC-10
Versión de exportación para China, equipado con un motor radial Wright R-1820-F21 de 500 kW (670 hp). Uno construido.
Thomas-Morse XO-6
Cinco O-2 completamente metálicos, construidos a mitad de los años 20 por Thomas-Morse.
XO-6B
Versión del XO-6 radicalmente modificado (más pequeño y más ligero). Uno construido.
O-7
Tres O-2 reequipados con el motor de transmisión directa Packard 2A-1500 de 380 kW (510 hp). Dos fueron reconvertidos más tarde al estándar O-2, y uno al estándar O-2C.
O-8
Un O-2 con el motor radial Curtiss R-1454 de 298 kW (400 hp) en vez del pretendido motor Packard en V invertida. Más tarde fue reconvertido en un O-2A.
O-9
Un O-2 equipado con el motor Packard 3A-1500 con caja reductora de 373 kW (500 hp). Se parecía al O-7, pero tenía una hélice de cuatro palas en vez de dos. Más tarde fue reconvertido en un O-2A.
XO-14
Un O-2H a escala reducida, con un motor Wright J-5 de 220 hp (164 kW), fue el primer avión Douglas con frenos de ruedas.
XA-2
El avión número 46 del contrato original del O-2 fue completado como una máquina de ataque con un motor en V invertida Liberty V-1410 de 313 kW (420 hp), y con un total de ocho ametralladoras (dos en la cubierta del motor, dos en cada ala superior e inferior, y dos en un montaje de anillo, operadas por el observador). Estaba extraordinariamente bien armado para su época, y compitió contra el Curtiss A-3 en 1926, pero no fue seleccionado para la producción.
O-22
Fuselaje de un O-2H con el ala superior aflechada y un motor Pratt & Whitney Wasp.
O-25
Fuselaje de un O-2H con un motor Curtiss V-1570 Conqueror, y morro revisado. Más tarde redesignado XO-25A.
O-25A
Versión de producción del O-25. Cuarenta y nueve construidos.
O-25B
Tres O-25A desarmados, equipados con controles dobles. Utilizados como aviones de transporte de personal.
O-25C
Versión de producción del O-25 con sistema de refrigeración Prestone. 29 construidos.
Y1O-29
Más tarde designados O-29A: dos fuselajes de O-2K equipados con un motor Wright R-1750 Cyclone.
O-32
Conversión de O-2K con motor Pratt & Whitney R-1340-3 Wasp, más tarde equipado con capós anulares para reducir la resistencia.
O-32A
Versión de producción del O-32, 30 construidos.
YO-34
 O-22 equipado con un motor Curtiss Conqueror.
OD-1
Dos O-2C para el servicio con el Cuerpo de Marines de los Estados Unidos en 1929.
BT-1
Conversión de O-2K a entrenador básico. 30 convertidos.
BT-2
Fuselaje de O-32 convertido a entrenador básico.
BT-2A
Conversión de O-32A a entrenador básico. 30 convertidos.
BT-2B
Primer modelo de producción, 146 construidos. 58 convertidos más tarde a entrenadores instrumentales BT-2BI. Dos convertidos a BT-2BR y 15 a blancos aéreos controlados por radio BT-2BG (sin piloto).
BT-2C
Segundo modelo de producción, 20 construidos. 13 convertidos a entrenadores instrumentales BT-2CI. Siete se convertirían en controladores de blancos aéreos BT-2CR.
A-4
Diecisiete BT-2BR y BT-2BG convertidos en 1940 como blancos aéreos controlados por radio (sin piloto). Tenían tren triciclo (se añadió una rueda delantera direccionable), con las ruedas principales retrasadas, cabina trasera con cubierta, y controles simples, permitiendo que el avión pudiera ser probado en vuelo.

## Operadores
Estados Unidos
- Cuerpo Aéreo del Ejército de los Estados Unidos
- Cuerpo de Marines de los Estados Unidos

 México
- Fuerza Aérea Mexicana

 República de China
- Fuerza Aérea de la República de China

## Supervivientes
Hasta 2011 no se sabía de la existencia de ningún O-2. Sin embargo, los restos del fuselaje del O-2H 29-163, que se había estrellado el 16 de marzo de 1933 en Kelly Field, Texas, fue positivamente identificado ese año. Se han recuperado la porción central/delantera del fuselaje, detrás del cortafuegos, partes del tren de aterrizaje y las alas, cola y muchas partes del motor, y ocho de los doce pistones. La búsqueda se continua en este avión. Se sabe que fue volado por el Cadete de Aviación Charles D. Rogers en una misión de entrenamiento avanzado de reconocimiento nocturno. Aparentemente, mientras volaba bajo, el avión golpeó una colina y se incendió tras el choque, quedando sólo lo que actualmente se ha encontrado. No se consideró que el tiempo atmosférico fuese un factor determinante. El Cadete Rogers murió instantáneamente en el accidente, debido al impacto. Su cuerpo fue recuperado, pero los restos del avión fueron abandonados, ya que tanto el fuselaje como el motor estaban amortizados.
Que se sepa, los únicos aviones similares que existen son un avión de correos Douglas M-2 y un derivado de la variante O-25, un O-38.

## Especificaciones (O-2)
Referencia datos: Eden & Moeng (2002) p614.

### Características generales
- Tripulación: Dos
- Longitud: 8,8 m (28,7 ft)
- Envergadura: 12,1 m (39,7 ft)
- Altura: 3,2 m (10,5 ft)
- Superficie alar: 38,2 m² (411 ft²)
- Peso vacío: 1375 kg (3030,5 lb)
- Peso máximo al despegue: 2170 kg (4782,7 lb)
- Planta motriz: 1× motor lineal V-12 refrigerado por líquido V-1650 Liberty.
  - Potencia: 313 kW (432 HP; 426 CV)

### Rendimiento
- Velocidad máxima operativa (Vno): 206 km/h (128 MPH; 111 kt)
- Velocidad crucero (Vc): 166 km/h (103 MPH; 90 kt)
- Alcance: 579 km (313 nmi; 360 mi)
- Techo de vuelo: 4960 m (16 273 ft)
- Régimen de ascenso: 4,1 m/s (807 ft/min)

### Armamento
- Ametralladoras: 

  - 2 Browning de 7,62 mm, una frontal fija y otra flexible
- Bombas: 181 kg de cargas lanzables llevadas bajo el ala inferior

## Aeronaves relacionadas

### Desarrollos relacionados
- Douglas O-38
- Douglas XA-2
- Douglas M-1

### Secuencias de designación
- Secuencia O-_ (Aviones de Observación del USAAC/USAAF, 1924-1942): O-1 - O-2 - O-3 - O-4 - O-5 - O-6 - O-7 - O-8 - O-9 - O-10 - O-11 - O-12 - O-13 - O-14 - O-15 - O-16 - O-17 - O-18 - O-19 - O-20 - O-21 - O-22 - O-23 - O-24 - O-25 - O-26 - O-27 - O-28 - O-29 - O-30 - O-31 - O-32 - O-33 - O-34 - O-35 - O-36 - O-37 →
- Secuencia O_D (Aviones de Observación de la Armada estadounidense, 1922-1962 (Douglas, 1922-1962)): OD - O2D
- Secuencia A-_ (Blancos Aéreos del USAAC, 1940-1941): A-1 - A-2 - A-3 - A-4 - A-5 - A-6 - A-7 →
- Secuencia BT-_ (Entrenadores Básicos del USAAC/USAAF, 1930-1948): BT-1 - BT-2 - BT-3 - BT-4 - BT-5 →